# Jeroni Xanxo

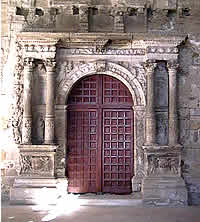
Porta plateresca d'entrada a la capella Santa Maria l'Antiga al claustre de la La Seu Vella de Lleida, realitzada per Xeroni Xanxo

Jeroni Xanxo o Xeroni Xanxo, fou un escultor, es creu originari de la ciutat de Barcelona, documentat entre 1537 i 1575, les seves obres conegudes són totes realitzades a Catalunya.

## Obres

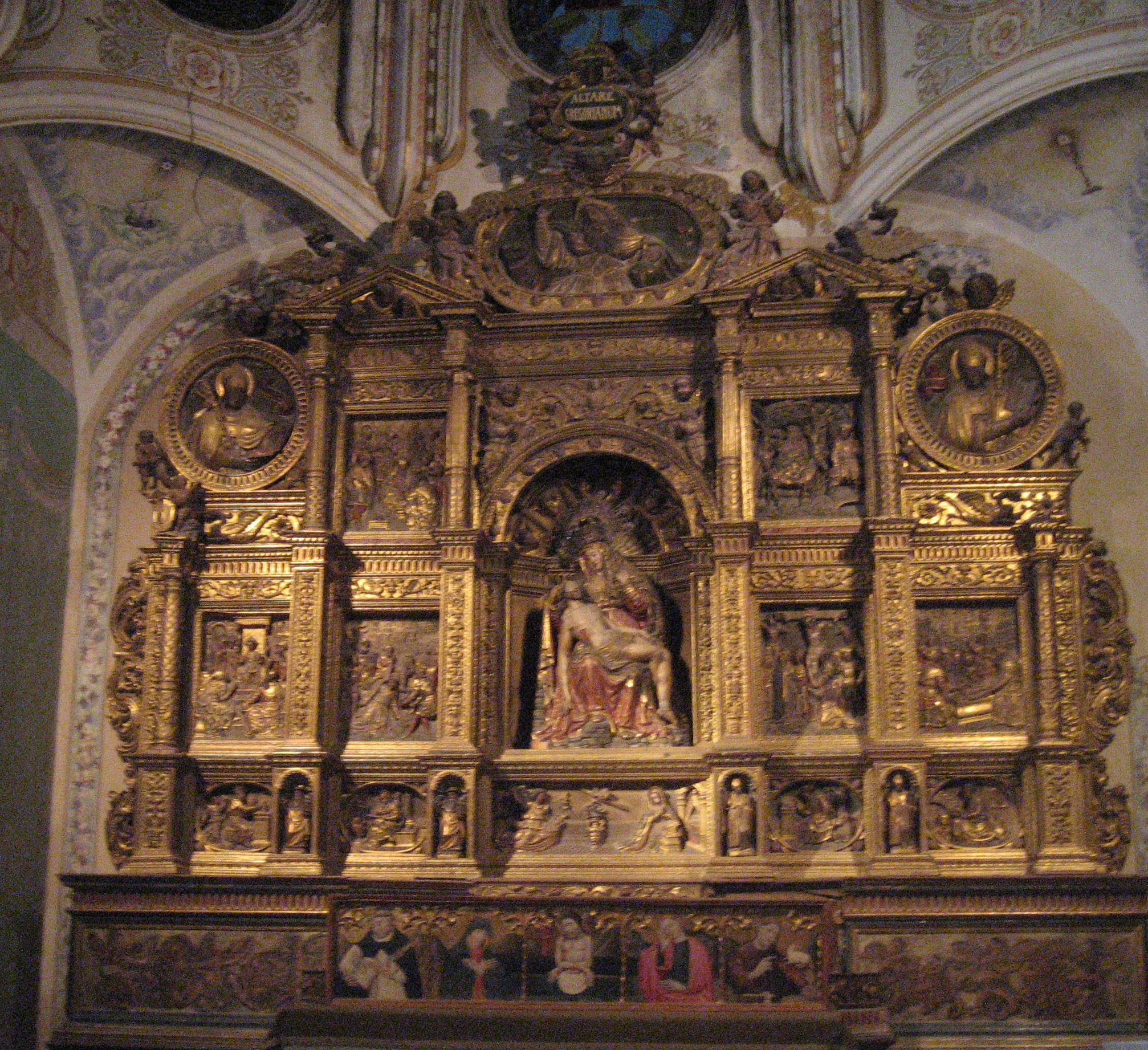
Retaule de La Pietat realitzat per a la Catedral de la Seu d'Urgell

Retaule de la Pietat. Va ser encarregat a l'escultor el 1548 el retaule de la Pietat per a la capella d'aquest mateix nom de la Catedral de Santa Maria d'Urgell. El retaule es va organitzar amb cinc carrers i tres cossos, amb bancal i àtic. Al carrer central hi ha el grup de la Pietat, on demostra el coneixement del model de la Pietat de Miquel Àngel, dintre d'una gran fornícula adornada amb sis caps d'angelets.
En relleu es representen els restants dolors de Maria: Circumcisió, Fugida a Egipte, Jesús entre els doctors de la Llei, Camí del Calvari, Crucifixió i el Descendiment de la Creu. Tots estan emmarcats entre columnes de fust estriat amb capitells corintis. A l'altura de l'altar hi ha representacions dintre de fornícules de menor grandària, dels quatre Evangelistes i quatre més, amb els Pares de l'Església. A la part més alta del retaule als seus extrems hi ha uns medallons que representen els sants patrons Armengol i Ot. A l'àtic central, la figura del Pare Etern, també inserit dintre d'un medalló ovalat.
Per a La Seu Vella de Lleida va realitzar una porta al claustre per a la capella de Santa Maria l'Antiga d'estil plateresc a mitjan segle xvi, està formada per un arc de mig punt entre columnes de fustes estriades. Les columnes s'aixequen sobre plataformes ornamentades, i sustenten un entaulat amb un fris decorat i cornisa.

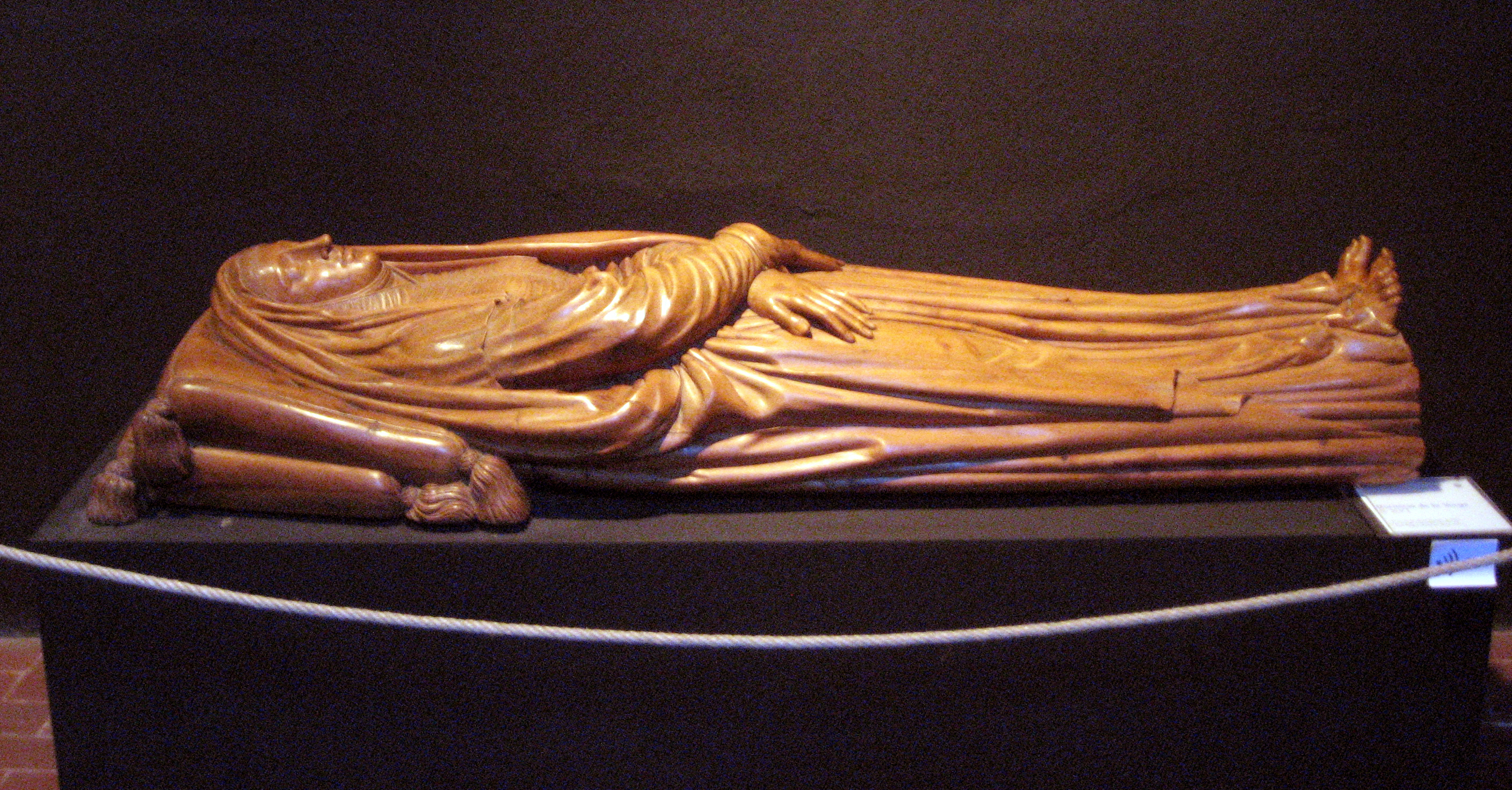
La Dormició de Maria

El 1549 va realitzar una de les seves escultures més reeixides La Dormició de Maria, una figura exempta de fusta de cirerer sense policromar, presentada com una imatge jacent amb les mans creuades a la seva falda, amb túnica i toca amb un mantell que li cobreix el cap i s'allarga fins als peus, la cara reposa sobre un coixí sense ornaments. Tota la talla és d'una finesa admirable. Es guarda al Museu Diocesà d'Urgell.
Per a l'orgue de la catedral de Tarragona dissenyat pel mestre Jaume Amigó realitzà al costat de l'escultor Pere Ostris entre els anys 1562 i 1566, la caixa amb una talla espectacular tota ella presenta un gran repertori ornamental de grotescs i àngels.